# Conte di Ellesmere

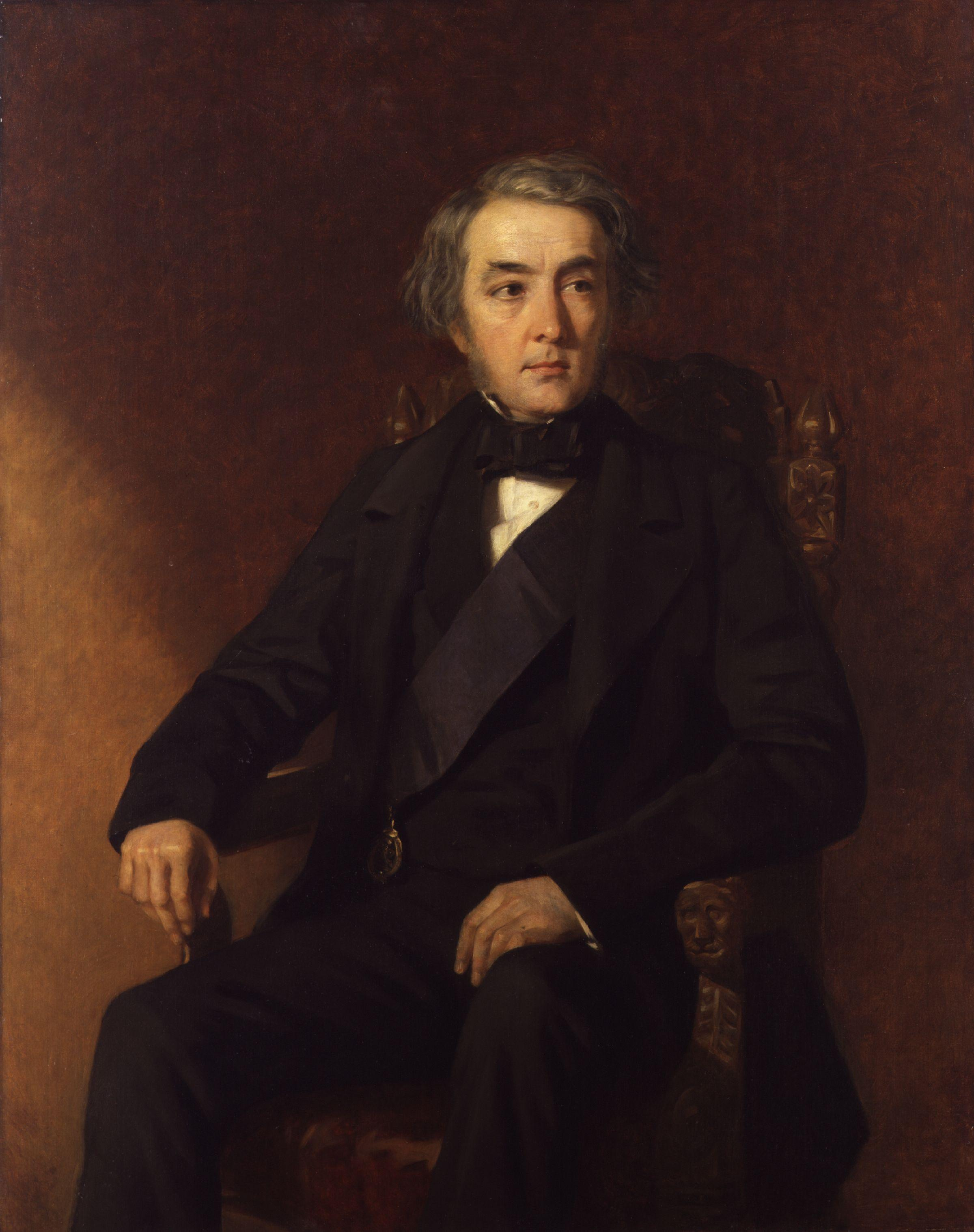
Francis Egerton,
I conte di Ellesmere.

Il conto di Ellesmere, di Ellesmere nella contea dello Shropshire (pronunciato "Ells-mere"), é un titolo fra i pari del Regno Unito. Fu creato nel 1846 per il politico conservatore Lord Francis Egerton. Gli fu concesso il titolo sussidiario di visconte Brackley, di Brackley nella contea di Northampton, allo stesso tempo, anche fra i pari del Regno Unito. Nato Lord Francis Leveson-Gower, era il terzo dei figli maschi di George Leveson-Gower, I duca di Sutherland ed Elizabeth Gordon, XIX contessa di Sutherland. Nel 1803 suo padre aveva ereditato le consistenti proprietà di suo zio materno Francis Egerton, III duca di Bridgewater. Alla morte di suo padre nel 1833, Lord Francis successe nelle proprietà Egerton in base al testamento del defunto duca di Bridgewater, e assunse, per licenza reale, il cognome di Egerton al posto di Leveson-Gower. I titoli Brackley e Ellesmere creati per lui nel 1846 furono una ripresa dei titoli detenuti dai duchi di Bridgewater. Nel 1963 il suo bis-bisnipote, il quinto conte, successe al suo partente come VI duca di Sutherland. La contea di Ellesmere e la viscontea di Brackley sono ora titoli sussidiari al ducato
The Hon. Alfred Egerton, figlio minore del secondo conte, rappresentò Eccles in Parlamento.

## Earls of Ellesmere (1846)
- Francis Egerton, I conte di Ellesmere (1800–1857)
- George Granville Francis Egerton, II conte di Ellesmere (1823–1862)
- Francis Charles Granville Egerton, III conte di Ellesmere (1847–1914)
- John Francis Granville Scrope Egerton, IV conte di Ellesmere (1872–1944)
- John Sutherland Egerton, V conte di Ellesmere (1915–2000; succeduto come duca di Sutherland nel 1963)